# 米尔豪森 (巴登-符腾堡州)
米尔豪森（德語：Mühlhausen，發音：[myːlˈhaʊzn̩] ⓘ）是德国巴登-符腾堡州卡尔斯鲁厄行政区莱茵-内卡县的市镇，面积15.3平方千米，2023年12月31日人口为8,832人。